# 飯塚一幸
飯塚 一幸（いいづか かずゆき、1958年 - ）は、日本の歴史学者。大阪大学大学院文学研究科教授、京都橘大学文学部歴史学科教授。専門は日本近代史。

## 来歴・人物
長野県生まれ。1982年に京都大学文学部を卒業し、1988年に京都大学大学院博士後期課程単位取得退学。
舞鶴工業高等専門学校専任講師、佐賀大学助教授、大阪大学准教授を務める。2010年1月に大阪大学教授に就任した。
近代日本の地域社会論や、士族反乱、自由民権運動を研究している。

## 著書
- 『明治期の地方制度と名望家』 吉川弘文館、2017年10月 ISBN　9784642038683
- 『日本近代の歴史３　日清・日露戦争と帝国日本』 吉川弘文館、2016年12月 ISBN　	9784642068147

### 共編著
- 『京都府の歴史』（県史）朝尾直弘、吉川真司、石川登志雄、水本邦彦共著 山川出版社 1999
- 『田中秀央近代西洋学の黎明 『憶い出の記』を中心に』菅原憲二,西山伸共編 京都大学学術出版会 2005
- 『金森順次郎第13代大阪大学総長回顧録』大阪大学アーカイブズ,菅真城共編 大阪大学出版会 2017
- 『近代移行期の酒造業と地域社会-伊丹の酒造家小西家』吉川弘文館、2021年11月　ISBN　9784642039116